# ميزدرا

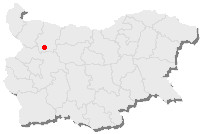
موقع ميزدرا

ميزدرا (بالبلغارية: Мездра; بالإنجليزية: Mezdra) هي مدينة بلغارية, تقع على ضفاف نهر اسكر في محافظة فراتسا, شمال غرب بلغاريا.
هو المركز الإداري والاقتصادي لبلدية ميزدرا. سكان المدينة 10,625 نسمة في نهاية عام 2012.
المحطته هي مركز مهم من خطوط السكك الحديدية من صوفيا إلى المدن (الشرق إلى الغرب) فارنا، روسه و فيدن في شمال بلغاريا.
مدينة مشهورة مع ودائعه من الرخام والحجر, تصديرها إلى الخارج. هناك مصانع للأجهزة الكهربائية، والمنسوجات، والمشروبات، التعليب، أيضا.

## صور

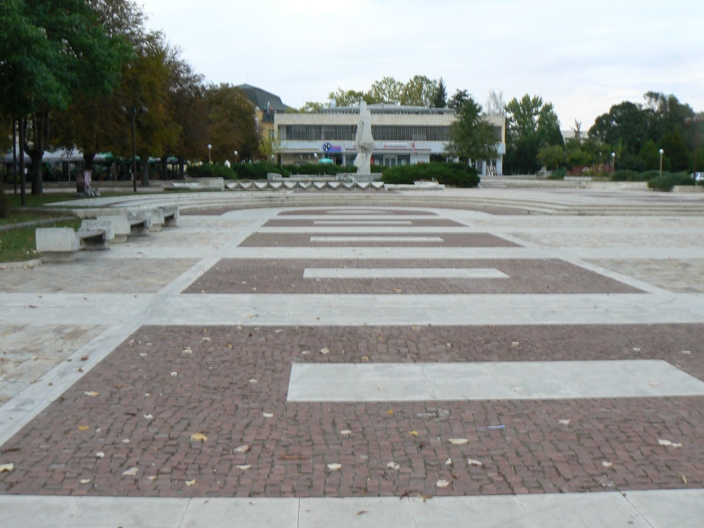
الساحة المركزية
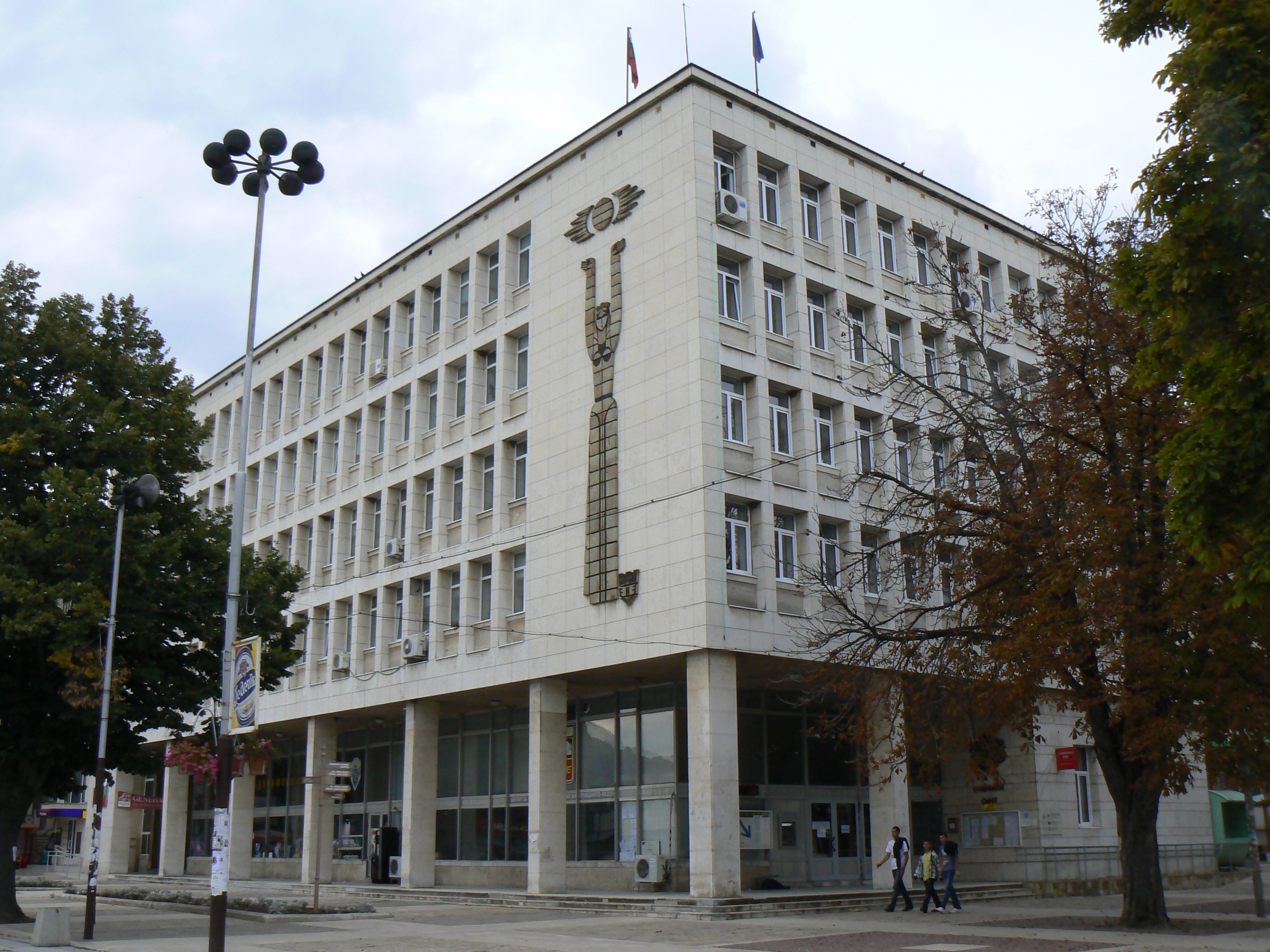
بلدية ميزدرا
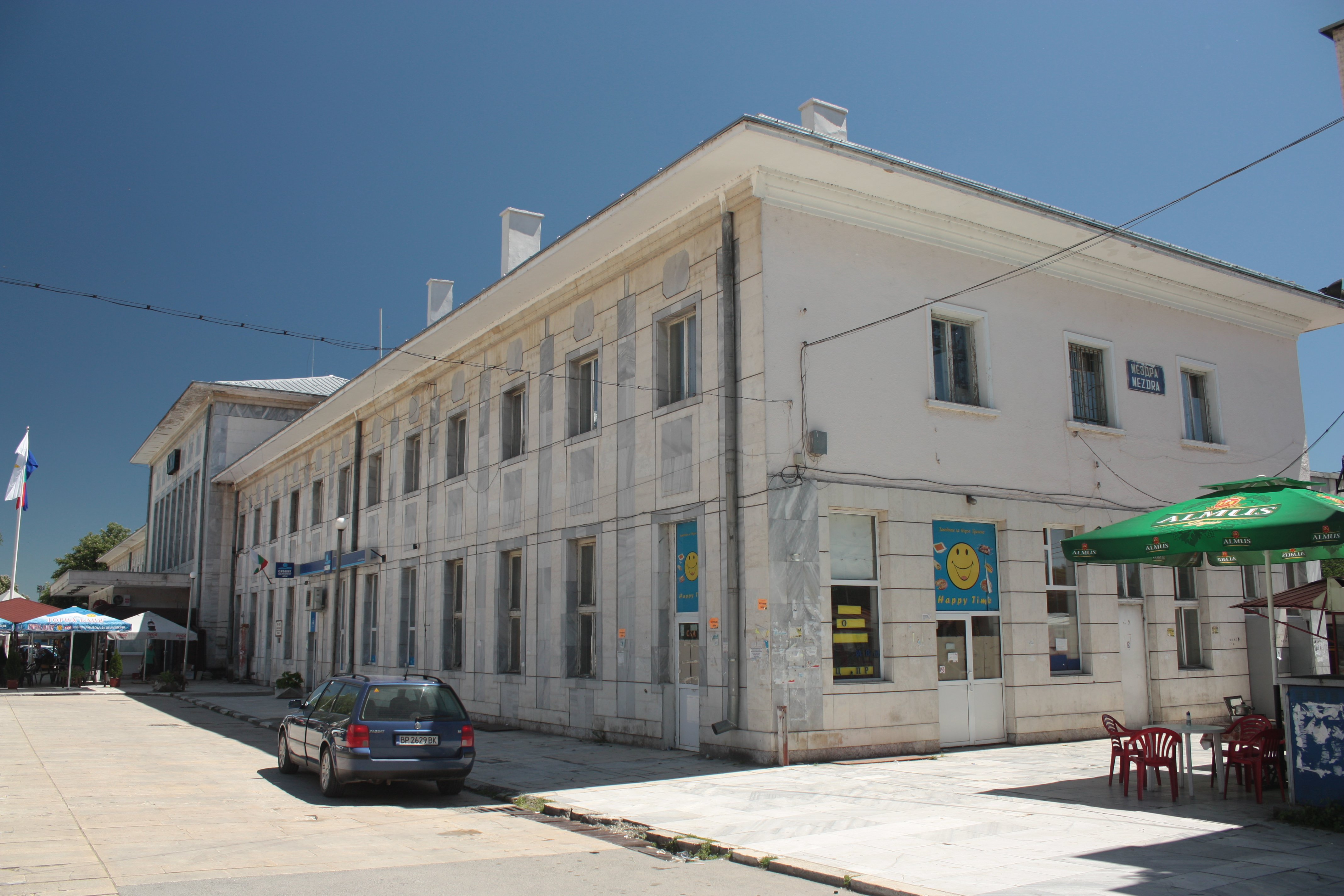
بناء مبنى للسكك الحديدية
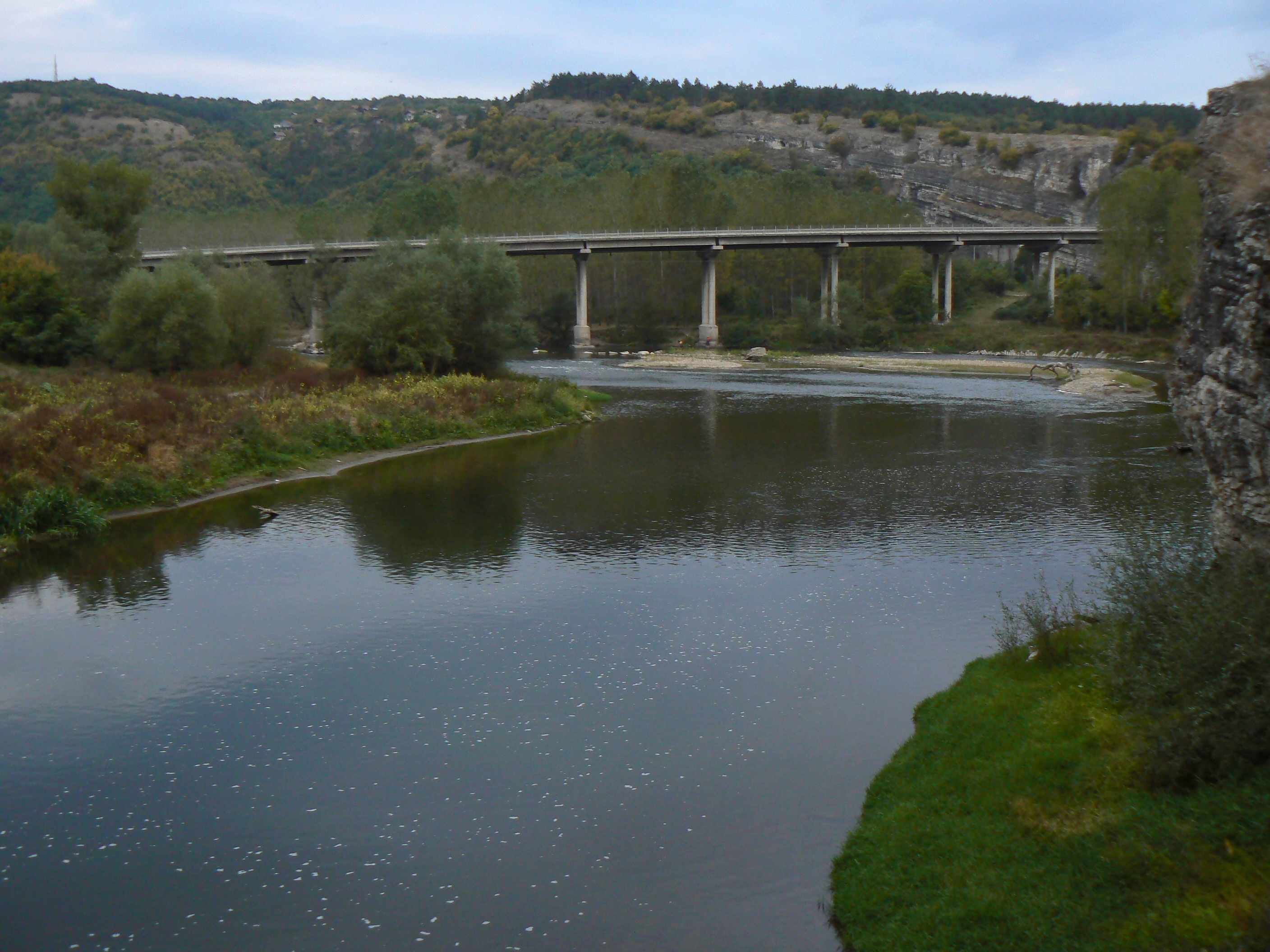
نهر اسكر مع الجسر الجديد

## أعلام
- أنتونيو فوتوف